# مذبحة مدرسة ريو دي جانيرو
مجزرة realengo جريمة قتل جماعي وقعت 7 أبريل 2011، الساعة 08:30 حول (11:30 بالتوقيت العالمي)، في مدرسة حي Realengo في مدينة ريو دي جانيرو. كسرت ولينغتون مينيزيس دي أوليفييرا (24 عاما) في المدرسة المسلحة مع مسدسين وبدأ إطلاق النار عشوائيا من بين الحضور الطالبي. وحاول الفرار لكن تم وقفه من قبل الشرطة، في هجوم انتحاري. وأفادت التقارير على نطاق واسع في الحادث أخبار دولية. أعلنت رئيسة جمهورية البرازيل، ديلما روسيف، وثلاثة أيام من الحداد الرسمي عن وفاة ضحايا مجزرة الطلاب.

## الحدث
مشى ولينغتون مينيزيس دي اوليفييرا وهو طالب سابق في مدرسة غرفة معدل دا سيلفيرا، إلى المدرسة في صباح يوم 7 أبريل 2011، 0.38 مسدسين وذخيرة، والأحذية سريع وقالت الشرطة ان يستغرق التدريب على استخدامها. كان يرتدي جيدا انه، وحولها 8:00 (بالتوقيت العالمي - 3)، فقد اعتبرت من المتكلم إلى التحدث مع الطلاب في الصباح. ثم جاء في الطابق الثالث ودخلت في فئة من الصف الثالث. وبدأ إطلاق النار عشوائيا ولينغتون، اتجاه ضربات على الرأس من الأطفال والبالغين. توفي عشر فتيات وصبي واحد، وجميع الذين تتراوح أعمارهم بين 12 و 14. واستطاع أن يعطي أكثر من مائة صور فوتوغرافية، من خلال استخدام الأحذية.
كان هناك حالة من الذعر والطلاب والموظفين بدأ تشغيل. وأبلغ وكلاء من وزارة النقل على الطرق (DETR)، التي تم اتباعها في الشارع المجاور، قبل الصبي الذي قتل من الهرب. كتيبة الشرطة العسكرية وشرطة النقل الحضري (BPRV)، المرافق للعمل وراء، معلقة على المكان وأطلق النار على المشتبه به في ساقه. ثم أطلق النار على نفسه في الرأس.
وقتل قاتلة من قبل الشرطة العسكرية رقيب ثالث ألفيس الكسندر مارسيو، 38. وقال ان مطلق النار كان لافتا بندقيته دون إطلاق النار. وقتل أحمد في البطن الإرهابي، لإسقاطها، ثم الانتحار. «الشعور بالحزن على الأطفال، وليس عندي أطفال في هذه السن، ولكن هناك شعورا بالإنجاز، والطابق الثالث وقتل المزيد من الناس»، قال.
هاء 'من القرية يعانون من هذه الجرائم، ثم اعتقد أن الجميع هنا، ولنا جميعا، رجالا ونساء هنا، نحن متحدون في إدانة أعمال العنف، ونبذ العنف، ولا سيما الأطفال عرضة للخطر. ديلما Rousseff -.
أرسلت اوليفيرا ولينغتون رسالة على الموقع، والتي تدعي أنها حاملة لمرض الإيدز. في هذه الرسالة كان قد كتب بقصد قتل نفسه بعد عمله كارثية. وقال أنه يتعاطف مع الجماعات الدينية الأصولية، دون الخوض في تفاصيل. [21] موقع آر تي بي البرتغالية يشير إلى مضمون «الأصوليين» في الرسالة التي تركها مطلق النار. في ليلة المأساة، واجهت وسائل الإعلام الوطنية من تعزيز شقيقة القاتل قال أنه متعلق إلى الإسلام، وليس إلى ترك المنزل و«مباشرة على الإنترنت.» المعلومات التي تم رفض ثم المجرمين الذين لديهم علاقات مع الإسلام من قبل أشخاص مقربين إليه، وأيضا من قبل الاتحاد الوطني للمنظمات الإسلامية في البرازيل.

## الجرائم ذات الدوافع
ولا يعرف على وجه اليقين سبب الذبح، وبالنظر إلى فرضية أن قاتلة كان يعاني من الفصام والاضطراب الثنائي القطب. وقد أرسلت رسالة مهاجم، مفككة العبارات مع المرجعيات الدينية والإسلامية ربما المنحى. وقد أعربت المنظمات مسلم رفضهم لأي عمل مماثل لأعمال القتل وان المسلح كان مسلم أو لديها علاقات مع المجتمع مسلم.

## رد الفعل
وقالت رئيسة البرازيل ديلما روسيف، انها «مندهشة» و«مذعورة»، وتحدثت على الهاتف مع سيرجيو كابرال فيلهو، حاكم ريو دي جانيرو، وإدواردو بايس رئيس بلدية و. أصدر وزير التربية والتعليم، فرناندو حداد، بيان في وقت متأخر من صباح اليوم، قائلا ان القضية كانت «مأساة لم يسبق لها مثيل في البرازيل»، وتتاح للإدارة في بلدية ريو دي جانيرو.

## المصدر
http://cedarnews.net/brazil-657
1. ↑   https://manxxxa.wordpress.com/2011/04/09/as-armas-usadas-pelo-welllington-menezes-de-oliveira/. {{استشهاد ويب}}: |url= بحاجة لعنوان (مساعدة) والوسيط |title= غير موجود أو فارغ (من ويكي بيانات) (مساعدة)
2. ↑   https://www.gazetadopovo.com.br/politica/republica/em-2011-massacre-de-realengo-deixou-12-alunos-mortos-e-chocou-o-pais-dpfii4bz3bqt2ezvqq961nbbf/. {{استشهاد ويب}}: |url= بحاجة لعنوان (مساعدة) والوسيط |title= غير موجود أو فارغ (من ويكي بيانات) (مساعدة)